# 渡辺式重
渡辺 式重（わたなべ のりしげ、生没年不詳）は、江戸時代前期から中期の武士。赤穂藩浅野氏の家臣。通称は平右衛門（へいえもん）。

## 生涯
明人で赤穂藩士・渡辺士式の子として誕生。母は渡辺氏女。
父の跡を継いで浅野家に7石2人扶持で仕える。北川久兵衛の娘を妻にし、この間に長男・武林尹隆、次男・武林隆重を儲けた。
主君・浅野長矩の刃傷事件に始まる赤穂事件の際には病に伏せっていた。長男・尹隆が式重の面倒を見ることになり、次男の隆重は赤穂浪士の一人として吉良邸討ち入りに参加した。